# Erbrée
Erbrée é uma comuna francesa na região administrativa da Bretanha, no departamento Ille-et-Vilaine. Estende-se por uma área de 35,2 km². Em 2010 a comuna tinha 1 760 habitantes (densidade: 50 hab./km²).